# Jared Fogle
Jared Scott Fogle (Indianapolis, 1977. augusztus 23. –)   2000. és 2014 között a Subway éttermek amerikai szóvivője. 2015-ben szexuális bűncselekmények elkövetése miatt szabadságvesztés büntetésre ítélték.

## Életpályája
Az Indianapolisban született Fogle a North Central High Schoolban és az Indiana Universityn végzett 1995-ben illetve 2000-ben. Figyelme akkor fordult a Subway és a média felé, mikor az egyik ismerőse írt egy cikket az Indiana Daily Studentnem arról, hogy Fogle hogyan fogyott 111 kg-ot, amit azzal magyarázott, hogy Subway szendvicseket evett. A Subway 2000-ben felvette Fogle-t a vállalat szóvivőjévé, és 2000-től 2015-ig gyakran szerepelt a cég reklámjaiban. A South Park kiparodizálta, és többek között szerepelt még a Sharknado filmsorozatban.
Fogle karrierje a Subway-nél 2015-ben véget ért, miután kiderült, hogy pénzért fiatalkorúakkal létesített szexuális kapcsolatot, és gyermek pornográfiát mutató képeket vett. 2007-től az FBI hosszasan vizsgálta az ügyet. 2016. augusztus 19-én a szövetségi bíróság előtt elismerte, hogy birtokolt gyermek pornográfiát, és utazott azért, hogy gyerekekkel pénzért közösüljön. Fogle-t az év november 19-én bűnösnek találták, és 15 év 8 hónap letöltendő börtönbüntetésre ítélték, és legkorábban 13 év múlva helyezhető feltételesen szabadlábra.

## Fiatalkora
Fogle 1977. augusztus 23-án született a indianai Indianapolis-ban.

## Filmjei
- Jack és Jill (2011)
- Sharknado 2: A második harapás (2014)
- Sharknado 3: A végső harapás (2015)

## Fordítás
Ez a szócikk részben vagy egészben  a   Jared Fogle című angol Wikipédia-szócikk fordításán alapul.  Az eredeti cikk szerkesztőit annak laptörténete sorolja fel. Ez a jelzés csupán a megfogalmazás eredetét és a szerzői jogokat jelzi, nem szolgál a cikkben szereplő információk forrásmegjelöléseként.